# Hansenium medipacificum
Hansenium medipacificum är en kräftdjursart som först beskrevs av Miller 1941.  Hansenium medipacificum ingår i släktet Hansenium och familjen Stenetriidae. Inga underarter finns listade i Catalogue of Life.